# Кишечный миаз
Кишечный миаз (Myasis intestinalis; Gastrointestinal myiasis) — энтомоз из группы миазов, характеризующийся энтеритом, диареей, болью в животе, рвотой.
Заражение пищеварительного тракта личинками происходит вследствие заглатывания их с пищей. При этом надо иметь в виду, что садясь на пищевые продукты, мухи не только откладывают личинок и яйца, но и переносят на пищу некоторые вирусы, бактерий, таких как Salmonella и Shigella, цисты простейших (например, лямблии) и яйца гельминтов, например, возбудителей трихинеллёза и аскаридоза.
При пониженной кислотности и аэрофагии проглоченные с пищей личинки развиваются в кишечнике человека. Однако чаще они погибают через несколько дней и выводятся наружу при рвоте или с экскрементами.
Кишечные миазы вызывают личинки около 50 видов мух, в том числе комнатная муха (Musca domestica L., см. Мускоз), Dryomyza formosa, домовая муха (Muscina stabulans Flln., см. Мускиноз), малая комнатная муха (Fannia canicularis L., см. Фанниаз), синяя мясная муха (Calliphora vicina R. D.-C., см. Каллифороз), зелёная мясная муха (Lucilla sericata Mg.), сырная муха (Piophila casei L., см. Пиофилёз), дрозофилы (сем. Drosophilidae), Sarcophaga haemorrhoidalis (см. Саркофагоз), рода Oestrus (см. Эстроз), рода Stomoxys, рода Parasarcophaga, рода Callitroga, рода Helophilus , рода Megaselia, рода Calobata, рода Psychoda, Eristalis tenax (см. Эристалёз) и т. д.
Другой путь инфицирования происходит через вползание личинок мух в кишечник из области заднего прохода, куда могут отложить яйца мухи, особенно при низкой гигиене (ректальный миаз).
Также возможно всасывание личинок в кишечник, с последующим попаданием в кровоток, вследствие чего возможно заражение других органов, в том числе мозга.
Тяжёлые кишечные миазы вызывают личинки сырной мухи и дрозофилы.
Личинки сырной мухи (Piophila casei) при попадании в кишечник вместе с зараженными ими продуктами, долгое время сохраняют жизнеспособность и становятся причиной образования язв кишечной стенки. Симптомы при этом напоминают тиф.
При кишечных миазах болезнь обычно протекает остро, при повторных заражениях может принять затяжное течение. В США чаще всего такое заражение бывает обусловлено мухами рода Tubifera tenax (Eristalis tenax). Инвазия личинок в слизистую оболочку кишечника может развиться и при заражении мухами рода Sarcophaga.
Наблюдаются раздражение слизистых оболочек кишечника и их воспаление, сопровождающееся болями в животе, иногда в заднем проходе, тенезмами, поносом, исхуданием. Возможна рвота, при которой личинки выходят с рвотными массами. В фекалиях также выявляются личинки, что служит основанием для постановки диагноза. Длина взрослых личинок 1-1,5 см. и более.
При локализации личинок в желудке бывают тошнота, рвота и резкая боль в области эпигастрия. В экскрементах и рвотных массах кровь, личинки. При нахождении их в кишечнике на первый план выступают боли живота, геморагии и тифоидное состояние. При длительном нахождении личинок мух в кишечнике развивается колит.
Кишечный миаз возникает при проглатывании вместе с пищей яиц ильницы-пчеловидки (Eristalis tenax). Личинки этой мухи созревают в кишечнике и вызывают энтерит (см. Эристалёз).
Диагноз ставится на основании обнаружении личинок в кале. Необходимо исключить так называемый псевдомиаз (pseudomyiases), когда мухи отложили яйца / личинок на фекалии.
Лечение: назначаются противонематодозные средства (мебендазол и др.), слабительные.